# Uszva
Az Uszva (oroszul: Усьва) folyó Oroszország európai részén, a Permi határterületen; a Csuszovaja jobb oldali mellékfolyója.

## Földrajz
Hossza: 266 km, vízgyűjtő területe: 6170 km², évi közepes vízhozama (a torkolattól 87 km-re): 30,8 m³/sec. Átlagos esése 1,4 m/km.
Az uráli vízi turizmus egyik kedvelt folyója. A Középső-Urál nyugati oldalán, a Permi határterület keleti határa közelében, a Hariusznaja-hegy lábánál ered. Felső szakaszán többnyire délnyugati irányban folyik, hasonlóan a turisták körében szintén népszerű Koszvához, egy helyen kb. 10 km-nyire megközelíti annak völgyét. Uszva település után délre-délkeletre fordul és Csuszovoj városnál ömlik a Csuszovajába. Kevéssel a torkolata előtt ömlik be legnagyobb mellékfolyója, a Vilva (170 km).
Inkább alföldi, mint hegyi folyó, bár felső és középső szakasza köves. Völgye kanyargós, meredek és sziklás partjait erdők borítják, sok a zúgó. Novembertől április végéig befagy. 
Az Uszva völgyében kevés a település, az egyetlen város a torkolatnál fekvő Csuszovoj. Régen a folyó völgyében vasat bányásztak és a vasércet tutajon usztatták le feldolgozásra. A szovjet időszakban Uszva település vidékén szénbányák működtek, mára ezek kimerültek, és a felhagyott bányák mérgezett vize máig szennyezi a folyó alsó szakaszát.